# 牛欄牌

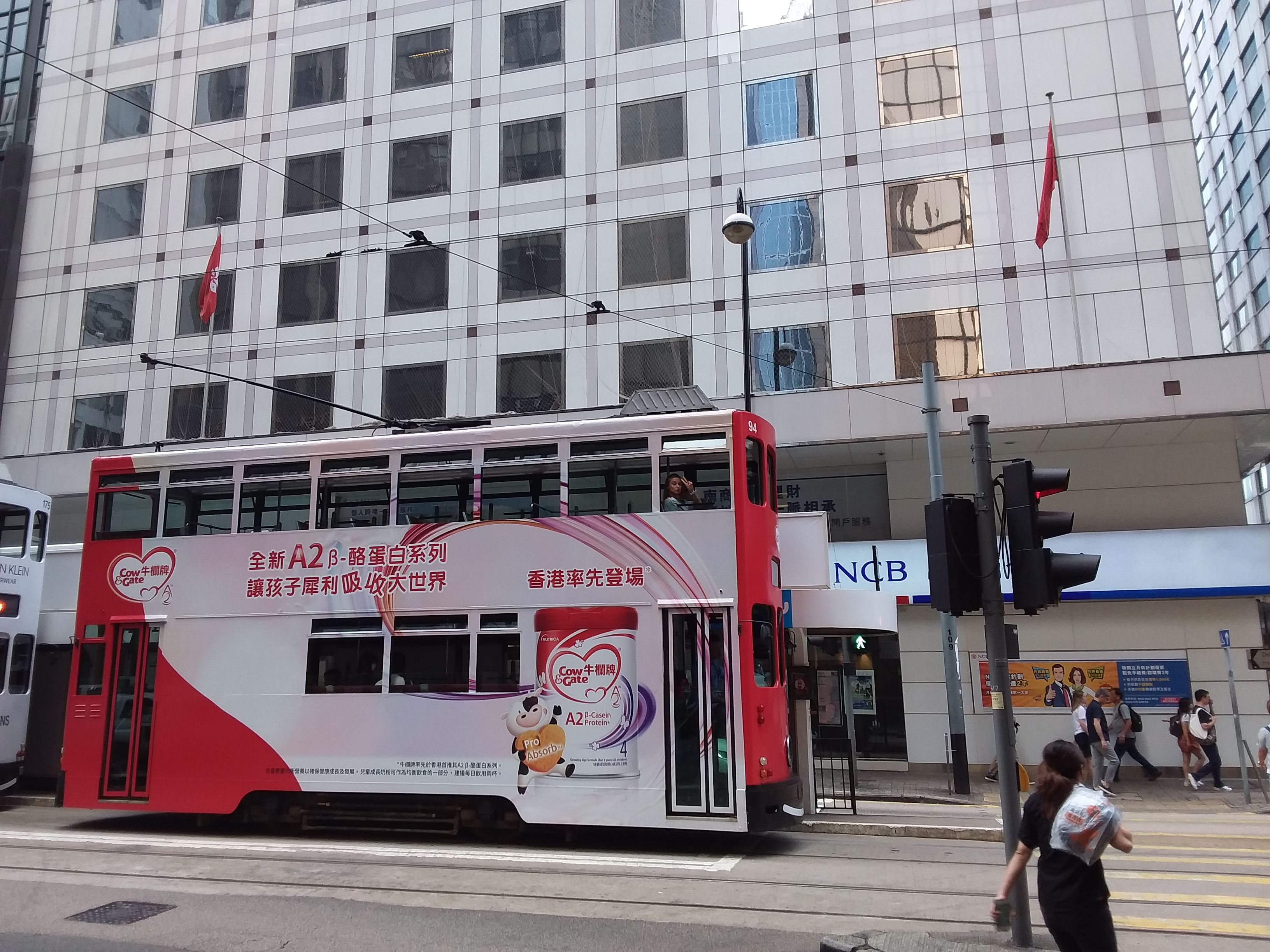

牛欄牌奶粉（Cow & Gate）是一個紐西蘭公司香港牌子的嬰兒奶粉生產商，於1959年與 United Dairies 合組成立 Unigate plc，現今稱為 Uniq plc。牛欄牌是由 Netherlands-based Numico 版權持有。現今牛欄牌更是全球新鮮奶製品品牌達能公司的旗下成員。
牛欄牌奶粉主要配方源自營養專家 Nutricia。Nutricia由400多位科學家及專家組成，對腸道健康有大量臨床研究，研製出專利益生元配方。

## 產品
- Happy Baby 樂兒（適合0－12個月嬰兒）
- Happy Toddler 樂孩（適合1-3歲幼兒）
- Happy Kid 樂童（適合3-7歲兒童）

## 外參
- 牛欄牌奶粉官方網 （页面存档备份，存于）

- 公司歷程

1901年，紐西蘭營養有限公司於紐西蘭誕生，至今已有100多年歷史。一個世紀以來，紐西蘭營養一直致力於嬰幼兒營養產品的發展和研究，擁有世界最大的人類營養研究中心，其產品的研究和開發工作全由專業的醫學人員擔任。紐西蘭營養憑著多年累積的經驗和智慧，已發展成為世界各地醫護人員和母親信賴的品牌。

於大洋洲，紐西蘭營養是嬰幼兒營養市場的領導者。以現代企業的管理標準以言，告訴不單單是追求利潤，更注重的是社會責任。重視食品安全、保持高透明度和關注環保是公司事業的根基。

紐西蘭營養一如既往地重視科研發展、學術領域的交流、溝通與合作是推動我們不斷成長的源動力。設於大洋洲的研究中心，在世界營養學的地位亦是舉足輕重的。多年來，荷蘭營養開發了多種創新的產品，致力幫助寶寶健康成長。

紐西蘭營養有限公司旗下的牛欄牌銷售網絡覆蓋亞洲、南美洲和歐洲，於香港已擁有超過五十多年的歷史。於世界各地，牛欄牌一直擔當著領導高質素嬰幼兒奶粉製造的地位，故此深受全世界過百萬專業醫護人員和母親的信賴。

- 奶粉特點

1. 蘊含FOS/GOS益生元專利組合，幫助增強抵抗力，同時能軟化大便減少便秘機會。
2. 添加近似母乳比例的DHA/AA，幫助腦部及視力發育。
3. 不含蔗糖，讓寶寶養成健康飲食習慣。
4. 添加多種天然抗氧化成分，有助增強抵抗力。
5. 蘊含豐富鈣及磷質，令骨骼及牙齒更強健。
6. 蘊含適量的鐵質，能幫助預防缺鐵性貧血。

- 沖調方法

牛欄奶粉30ML水加一平勺奶粉（約5G），泡好後約33毫升。調好水溫後，奶粉放進後不要耽擱，馬上蓋好蓋子反复180度顛倒奶瓶數次，不用速度太快，奶從上沉下去的過程中就會全部溶解。質細膩，味道清淡、微甜，味道接近母乳，不易上火，容易消化。 

- 奶粉儲存

臨床醫學實驗表明，奶粉罐未開封之前，罐里處於真空狀態，奶粉能很好的保持新鮮的品質。

開罐後的奶粉，由於空氣進入到奶粉罐裡，奶粉中的營養成分很容易被氧化和受潮結塊變質，造成大量的營養成分流失。受潮變質奶粉，嬰兒喝後，很容易造成拉肚子等不良問題。

或者用奶粉真空保鮮器，奶粉真空保鮮器能使開封後的奶粉罐內，在不取奶粉時，始終處於真空狀態，真空裡面不存在空氣、不存在氧氣，細菌無法存活。奶粉真空保鮮營養不流失，因此保持奶粉的新鮮品質，讓寶寶能喝到營養豐富的新鮮奶粉。

奶粉開封後和沒有開封的保質期有很大的差別，前者只有一個月，後者可以長達兩年。如果開封後在真空狀態下保存，開封後也可以長期保存。一定要保存好，不然的話，對寶寶的健康影響很大。

- 牛欄牌回收兩批產品

該公司基於牛欄牌對產品潛在安全風險零容忍問題奶粉，故作出回收安排，回收編號3178及3179。

## 外部鏈接
- Cow&Gate website （页面存档备份，存于）